# Crow Foot

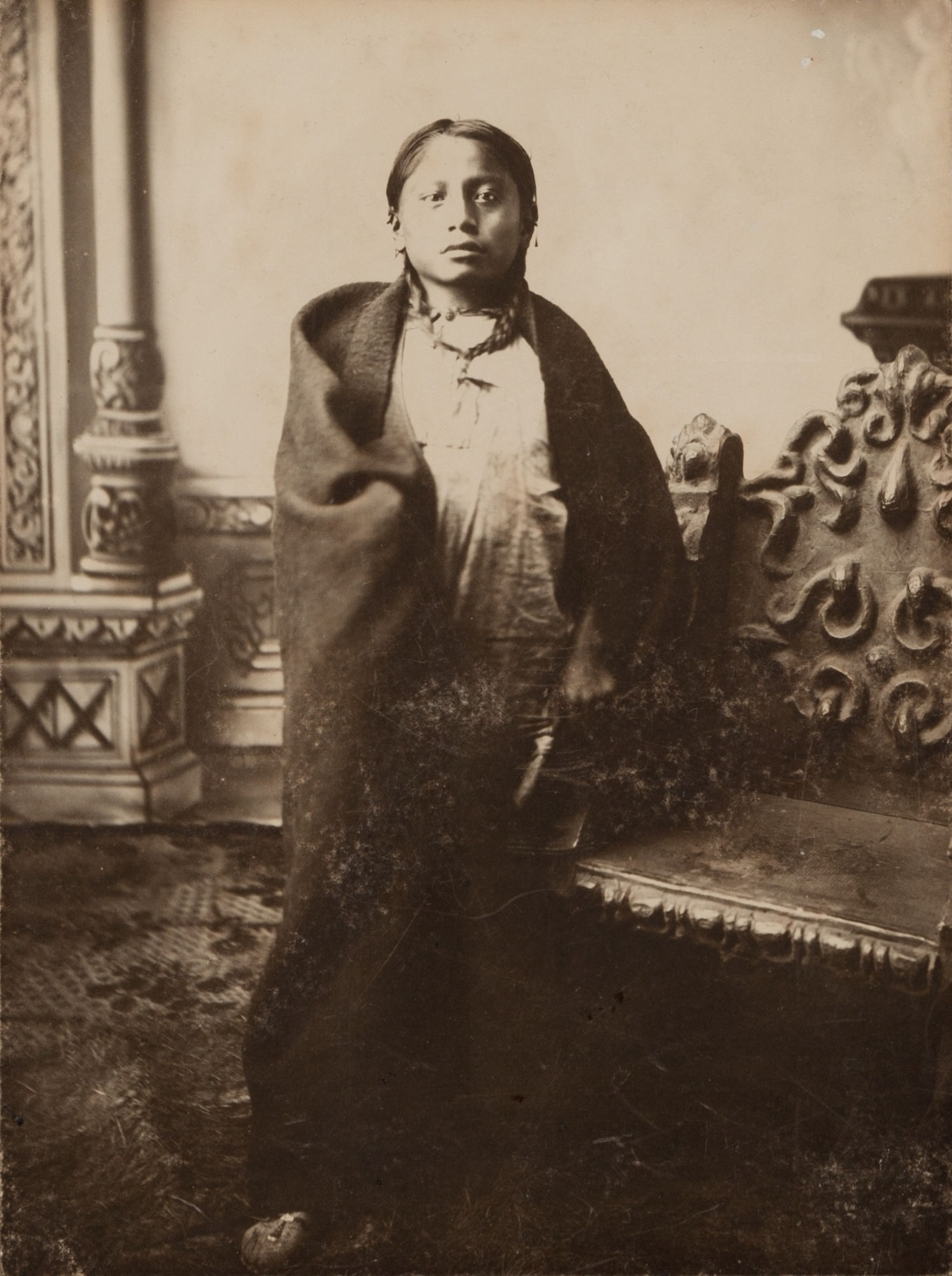
Crow Foot door D.F. Barry

Crow Foot (1876? - 15 december 1890) was de zoon van het indiaanse opperhoofd Sitting Bull van de Lakota. Samen met zijn vader streed hij voor de vrijheid van de indiaan tijdens de slag bij Fort Bufort in 1881. Op 15 december 1890 kwam hij om het leven toen hij tegen indiaanse politieagenten vocht die zijn vader kwamen arresteren op last van de Overheid van de Verenigde Staten. Ook zijn vader werd in dit gevecht gedood.
Het is niet duidelijk wie de moeder was van Crow Foot, aangezien zijn vader twee vrouwen had. Dat waren Seen By Her Nation en Four Robes. Crow Foot had twee zussen en vier broers.